# Damavand (2013)
La fragata Damavand (en persa: دماوند‎), con indicativo romanizado IRIS Damavand (77), es una fragata de clase Jamaran o Moudge que se unió a la Flota Septentrional de la Armada de la República Islámica de Irán el 18 de marzo de 2014. Esta fragata, que las autoridades iraníes catalogan como destructor, es el segundo barco de la clase Moudge, que fue construido sobre la base de los destructores británicos de la clase Sam (nacionalizados como Alvand) en el Departamento de Industrias Marinas Shahid Tamjidi, y tiene las mismas especificaciones, equipamiento y armas que su homóloga de Bandar Abbás, la fragata Jamaran.
La fragata Damavand fue botada en marzo de 2013 durante una ceremonia a la que asistió el entonces presidente de Irán Mahmoud Ahmadinejad en el puerto de Anzali. Fue bautizada inicialmente como Jamaran-2. Damavand entró en la etapa de pruebas en julio de 2013 y después de pasar las pruebas SAT, HAT y las pruebas en el mar, finalmente el 18 de marzo de 2013 se unió a la Flota del Norte y a la 4.ª Región de la Armada de la República Islámica de Irán, convirtiéndose en el barco más grande en ese destino. La guerra de Irán estalló en esta zona marítima.
Esta fragata primero se llamó Welayat (en persa: Guardián‎) y luego fue conocida como Jamaran-2 o Moj-2, pero al final recibió el nombre de la montaña más alta de Irán, el monte volcánico Damavand. Se desconoce el motivo del cambio de nombre de la fragata Damavand, pero este procedimiento de cambio de nombre es común en la denominación de buques de guerra, por supuesto, esta clase está construida sobre la plataforma de la clase Alvand, que lleva el nombre de las montañas y picos de Irán.
Esta fragata chocó contra el espigón de Bandar Anzali el 10 de enero de 2018 y 18 días después se hundió y se hundió.

## Diseño y construcción
El 12 de marzo de 2013 se inició en el puerto de Anzali el proceso de botadura de esta fragata. Luego de dos días desde el inicio de la serie de actividades de lanzamiento de agua, se publicó la noticia oficial. Finalmente, esta fragata fue inaugurada oficialmente el 18 de marzo de 2014 en el puerto de Anzali en presencia del entonces presidente Mahmoud Ahmadinejad.
Durante la ceremonia de adhesión, el jefe de la Organización de Industrias Marítimas del Ministerio de Defensa y Apoyo a las Fuerzas Armadas, al describir los 12 sistemas instalados en el destructor Damavand, dijo: «Sistemas avanzados de radar aéreo 3D, radar de superficie, control de fuego, guerra electrónica, moderno guerra, sistema inteligente de resolución de problemas El haz, el sistema de gestión de batalla, el sistema de comunicación segura, el eje y la hélice de paso variable, el control e indicador integrados, el aterrizaje y despegue del helicóptero por la noche y la detección y extinción de incendios respetuosa con el medio ambiente se han instalado en el destructor de la República Islámica del Irán, Damavand».

## Especificaciones técnicas
Ahmad Vahidi, el entonces Ministro de Defensa de la República Islámica de Irán, dijo el 27 de marzo de 2011: El avanzado destructor Jamaran mide unos 100 metros de largo y pesa más de 1.300 toneladas.
Además, según Ahmad Vahidi, Ministro de Defensa de la República Islámica de Irán en ese momento, esta fragata era completamente autóctona en términos de diseño y construcción y fue construida con la cooperación de casi 400 universidades, centros de investigación y fabricantes e industrias iraníes. Este destructor cuenta con los últimos equipos de navegación y sofisticados sistemas de defensa.
La agencia de noticias IRNA citó al experto militar ruso Yury Bondar diciendo: Jamaran 2 es similar en términos de especificaciones técnicas a las fragatas rusas Daguestán y Tartaristán (fragatas de clase Gepard), que son los buques insignia de la flota rusa en el Mar Caspio.

## Historial
El miércoles 10 de enero de 2018 (20 de dey de 1396 según el calendario persa), la fragata Damavand chocó contra el rompeolas oriental del puerto de Anzali y sufrió un accidente.

### La causa del accidente
La causa exacta de la colisión con el espigón se desconoce hasta el momento y el único factor anunciado por las relaciones públicas de la Armanda es «el aumento de la velocidad del viento y la fuerte tormenta».
Al principio, las agencias de noticias iraníes dijeron que «el daño causado fue insignificante y el daño causado será eliminado en poco tiempo». Pero después de investigaciones más detalladas y durante las explicaciones proporcionadas por Amir Shahin Taqikhani, el portavoz del ejército y el almirante Amir Rostagari, jefe de la Organización de Industrias Marítimas del Ministerio de Defensa, anunciaron: "Se determinó que el La cantidad de daños y daños causados fue grave y que el destructor es necesario. Necesita reparaciones y reconstrucción importantes. La mayor parte del daño se produjo en el área de la estructura principal del barco y todos los sistemas vitales fueron separados del destructor dañado por personal experto y transferidos a las Fábricas de Construcción Naval Shahid Tamjidi del Ministerio de Defensa con el apoyo de las Fuerzas Armadas para la reinstalación después de importantes reparaciones y restauración del destructor.

### Fallecidos
En el interior de la fragata Damavand se encontraban 18 pasajeros cuando se produjo el accidente, seis de ellos fueron arrojados al mar en los primeros momentos. Fuentes de noticias no oficiales informan del rescate de 4 de estas personas y las otras dos se dieron por desaparecidas y más tarde por muertas.
Según fuentes periodísticas, después de 16 días de operaciones de búsqueda, se encontraron en el Mar Caspio los cadáveres de dos miembros de la fragata Damavand. Los fallecidos fueron el Segundo navegante Amir Basere Taramsari y el capitán-teniente Bijan Zare.

### Ahogar
Después de 18 días del incidente del 8 de febrero de 2016, tras la difusión de una película relacionada con el hundimiento de la fragata Damavand, las agencias de noticias anunciaron el hundimiento de esta fragata. El general de brigada Taqikhani, portavoz del ejército de la República Islámica de Irán, dijo:
Debido a la baja profundidad del agua en el lugar del accidente, que es de unos 4-5 metros, no hay posibilidad de hundimiento (completo) del destructor Damavand, y para mover los bloques del casco es necesario separar las partes conectadas. y trasladarlos al astillero para su reparación y reconstrucción importantes. Como sucede con este tipo de accidentes y acciones para contener el accidente y reactivar los buques militares en la industria marítima mundial, normalmente los hay. En este proceso, durante las últimas 24 horas, debido al fuerte temporal y al aumento del nivel del mar, la parte de la superestructura de aluminio, que estaba completamente vaciada y preparada para su movimiento, cayó al agua y el resto del cuerpo flotante. Se colocó en el lado derecho, que inmediatamente después de la mejora de las condiciones climáticas. En la primera oportunidad, esta pieza se separa del cuerpo flotante y otras partes restantes y se transfiere a la fábrica. También añadió que no hay límites para la reactivación del destructor Damavand y, debido a que todas sus piezas son originales, pronto comenzará la restauración del destructor Damavand con la transferencia de las piezas separadas y su regreso al ciclo operativo.

### Renacimiento
Según anuncio del portavoz del Ejército de la República Islámica de Irán, se ha decidido que se llevará a cabo la operación de separación, retirada y reactivación de este buque, al separar los bloques estructurales, este buque de guerra será trasladado a los astilleros Shahid Tamjidi.

## En la cultura popular
Amir Tataloo, cantante y compositor, filmó en la cubierta de este barco el videoclip de su canción sobre energía nuclear (en persa: برجام وایرال‎), que se volvió viral en medio de la aprobación del JCPOA.